# ジェイコブ・ファトゥ
ジェイコブ・ファトゥ（Jacob Fatu, 1992年4月18日 - ）は、アメリカ合衆国カリフォルニア州サンフランシスコ出身のプロレスラー。WWE所属。

## 経歴

### WWE
2024年4月7日にWWEと契約。6月21日のSmackDownにて、従弟のソロ・シコアがコーディ・ローデス、ランディ・オートン、ケビン・オーエンズに追い詰められた状況でサプライズ登場。シコアを救出し、ザ・ブラッドラインに加入した。7月7日のPPV『マネー・イン・ザ・バンク』にてWWE移籍後初の試合を行い、シコア、タマ・トンガと組んで6人タッグマッチでローデス、オートン、オーエンズに勝利した。8月2日のSmackDownにてトンガと組み、タッグマッチでジョニー・ガルガノ、トマソ・チャンパに勝利してWWEタッグチーム王座を初戴冠した。同月23日のSmackDownにて、シコアから今後は自分の用心棒に専念することを指示され、王座をトンガ・ロアに譲った。10月5日のPPV『バッド・ブラッド』ではシコアと組み、タッグマッチでローデス、ロマン・レインズと対戦したが敗れ、WWEで初の敗北を喫した。11月6日のPPV『クラウン・ジュエル』ではシコア、トンガと組み、6人タッグマッチでレインズ、ジ・ウーソズとの新旧ブラッドライン対決に勝利した。30日のPPV『サバイバー・シリーズ』のウォーゲームズでは新ブラッドラインにブロンソン・リードを加えたメンバーで、レインズ、ウーソズ、サミ・ゼイン、CMパンクとの10人タッグマッチを行ったが、敗れた。
2025年に入り、シコアがレインズとの新旧ブラッドラインのリーダー対決に敗れ、リーダーの証であるウラ・ファラを失うと、自身はブラウン・ストローマンとの抗争を開始。1月25日の『サタデー・ナイト・メイン・イベント』でストローマンとシングルマッチを行い、レフェリーの制止を無視してストローマンの頭部への攻撃を続けたため反則負けとなった。試合後もダウンしたストローマンに対し攻撃を続けた。2月1日のPPV『ロイヤルランブル』の30人ランブルマッチでは12番目に登場して4人を敗退させたが、ストローマンに敗退させられた。
2025年4月のレッスルマニア41Day1でLAナイトを破りUS王座を初戴冠した。
2025年6月28日に行われたナイト・オブ・ザ・チャンピオンズでソロ・シコアに敗れて、US王座を失う。

## 獲得タイトル
WWE
- WWE US王座：1回
- WWEタッグチーム王座：1回

w / タマ・トンガ
オール・プロレスリング
- APWユニバーサルヘビー級王座：1回
- APWワールドワイド・インターネット王座：1回
- APWタッグチーム王座：1回

w / ジョセフ・サマエル
DEFYレスリング
- DEFYタッグチーム8XGP王座：1回

w / ジ・オールマイティ・シェイク
ハウス・オブ・グローリー
- HOG世界ヘビー級王座：1回

LITレスリング
- ナック・イフ・ヤ・バック王座：1回

MLW
- MLW世界ヘビー級王座：1回
- MLWナショナル・オープンウェイト王座：1回
- バトル・ライオット優勝：1回（2022年）

PCWウルトラ
- PCWウルトラヘビー級王座：1回
- PCWウルトラタッグチーム王座：1回

w / ブロディ・キング
スプリーム・プロレスリング
- SPWタッグチーム王座：1回

w / ジャーニー・ファトゥ
ウェストコースト・プロレスリング
- WCPWヘビー級王座：1回

| 年   | 2019 | 2020 | 2021 | 2022 | 2023 | 2024 |
| ---- | ---- | ---- | ---- | ---- | ---- | ---- |
| 順位 | 306  | 20   | 31   | 42   | 56   | 94   |

## 家族
18歳の時に逮捕され、刑務所内で従兄のジョナサン・ファトゥ、ジョシュア・ファトゥの試合を見て、自身もプロレスラーを目指すようになった。
サモア系アメリカ人の家系で、アノアイ・ファミリーの一員である。